# Северо-Казахстанский государственный университет
Северо-Казахстанский университет имени Манаша Козыбаева (каз. Манаш Қозыбаев атындағы Солтүстік Қазақстан университеті) — единственный государственный многопрофильный университет Северо-Казахстанской области.

## История
В 1937 году постановлением СНК Казахской ССР был организован Петропавловский учительский институт, которому в 1945 году присвоено имя известного педагога XIX века К. Д. Ушинского.
В 1949 году были открыты Петропавловский учебно-консультационный пункт Всесоюзного заочного машиностроительного института, Петропавловский ОТФ (общетехнический факультет) Уральского политехнического института.
В 1955 году на базе учительского института был открыт Петропавловский педагогический институт имени К. Д. Ушинского.
В 1960 году был открыт ОТФ Карагандинского политехнического института, на базе которого в 1994 году был образован Высший технический колледж (ВТК).
В 1994 году на базе Петропавловского педагогического института имени К. Д. Ушинского был открыт Северо-Казахстанский университет и имя К. Д. Ушинского исчезло из названия ВУЗа.
В 1996 году произошло слияние Северо-Казахстанского университета и Высшего технического колледжа в единое учебное заведение.
В 2001 году вуз получил статус государственного и стал называться «Северо-Казахстанский государственный университет».
30 мая 2003 года Постановлением Правительства Казахстана № 497 университету было присвоено имя учёного-историка, академика Манаша Козыбаева.
С 2022 года СКУ имеет стратегическое партнёрство с Университетом Аризоны, в рамках которого ведется подготовка по программам двойного диплома.

## Факультеты
Обучение ведётся на восьми факультетах:
- Агротехнологический факультет
- Институт языка и литературы
- Факультет математики и естественных наук
- Факультет инженерии и цифровых технологий
- Педагогический факультет
- Факультет истории, экономики и права
- Медицинский факультет
- Факультет «Foundation»

С 1998 года в университете открыта военная кафедра.

## Университет сегодня
В СКУ обучается более 6 тысяч студентов. Учебную и научную работу ведут 29 кафедр, в составе которых 3 академика, 8 членов-корреспондентов, 40 докторов наук и профессоров, более 100 кандидатов наук и доцентов. Для обеспечения многоуровневого и многопрофильного образования в СКУ имеются докторантура и магистратура.
В СКУ работают 522 преподавателя, многие из которых обладают высокими академическими степенями и научной квалификацией:
- Доктор PhD — 48 человек
- Доктор наук — 13 человек
- Кандидат наук — 109 человек[6]

СКУ является коллективным членом Международной Академии Высшей школы и Международной ассоциации университетов, с 2017 года СКУ является членом Европейской ассоциации университетов. При СКУ созданы филиалы и отделения Инженерной Академии РК, международной кадровой Академии, Национального комитета РК «IAESTE» по обмену студентами. Учёные университета участвуют в разработке международных, республиканских, региональных, межотраслевых и отраслевых программ. Университет является участником двух Международных консорциумов.
В университете функционируют Ассоциация выпускников вуза, родительские комитеты, студенческие общественные организации. Более 20-ти лет работают два народных студенческих театра.
Университетская команда КВН является финалистом Республиканского конкурса и победителем Уральской зоны Высшей лиги международной Ассоциации КВН.
Спортсмены университета обеспечены необходимой инфраструктурой для занятия различными видами спорта. Факультет физической культуры СКГУ окончил известный велогонщик, победитель Летних Олимпийских игр в Лондоне 2012 года Винокуров Александр Николаевич. В марте 2012 года на базе СКГУ была проведена VI зимняя Универсиада высших учебных заведений Казахстана.
СКУ сегодня — это 9 учебных корпусов, корпус военной кафедры; астрофизическая обсерватория, плавательный бассейн, здравпункт, 3 общежития в общей сложности на 1036 мест, собственный профилакторий, загородная агробиологическая станция и спортивно-оздоровительный лагерь.
Согласно Национальному рейтингу лучших многопрофильных вузов Казахстана за 2019 год, университет занял 11-е место, набрав 36.44 балла из 100 возможных.

## Музей Kozybayev University
В 2006 году университету было передано здание — памятник истории и архитектуры Петропавловска по адресу ул. Абая, 16. В течение 2010 года на этом объекте были произведены реставрационные и ремонтные работы. К настоящему моменту в отремонтированных залах музея университета установлено экспозиционное оборудование.
Открытие музея СКГУ им. М. Козыбаева в марте 2011 года было приурочено к комплексу мероприятий по празднованию 20-летия Независимости РК.
На первом этаже располагаются: демонстрационный зал, зал М. Козыбаева, зал археологии и этнологии. На втором — зал учительского института, залы педагогического и политехнического институтов, зал СКУ и СКГУ им. М. Козыбаева.
Основные направления и разделы новой экспозиции:
- Экспозиция посвящена академику, историку Манашу Козыбаеву, имя которого в 2003 году было присвоено нашему университету. Уникальную экспозицию составляют документы, подлинные вещи Манаша Козыбаева, его труды, а также фото и видео материалы.
- История вуза представлена документами, фотографиями, дипломами выпускников. Представлены награды выдающимся выпускникам за общественную и спортивную деятельность. Все материалы систематизированы в определённой последовательности.
- Особое внимание в экспозиции уделено современной жизни и деятельности университета по выполнению задач высшего образования. В качестве подраздела истории университета подготовлены материалы под рубрикой «Историко-археологические исследования СКГУ им. М.Козыбаева». Эти материалы показывают основные объекты исследований Северо-Казахстанской археологической экспедиции, начиная с 1967 года и вклад учёных вуза в развитие отечественной и мировой археологической науки.
- В этнографическом разделе показаны становление этносов Северного Казахстана и характерные элементы материальной и духовной культуры различных этносов. Ежегодно студенты, преподаватели факультета истории и права принимают участие в археологической практике и научных исследованиях Северо-Казахстанской археологической экспедиции. Фонды музея постоянно пополняются новыми материалами. В музее, на учебных занятиях по истории, студенты смогут детально познакомиться со всеми этапами древней истории края.

Согласно планам работы музея систематически ведётся работа с населением города и области по сбору материалов и пропаганде деятельности университета. Совместно с Ассоциацией выпускников вуза проводится работа с бывшими студентами СКГУ им. М. Козыбаева разных лет, производится сбор материалов к разделу «Лучший выпускник» и ведутся записи в книге Почёта «Лучшие выпускники университета».
Периодически информация о работе музея освещается в репортажах пресс-центра «Парасат» на областном телевидении и в одноимённой газете.
В музее истории вуза хранится более 5000 единиц экспонатов.
Музей посещают делегации стран ближнего и дальнего зарубежья и Казахстана, известные государственные и общественные деятели, участники международных и республиканских Форумов и конференций. Сотрудники музея являются участниками международных и республиканских слётов музейных работников, призёром регионального конкурса «Лучший музей СКО».
Материалы экспозиций музея регулярно обновляются и актуализируются. Музей принимает активное участие в предоставлении материалов при организации конференций и оформлении именных аудиторий.
Деятельность музея истории — важный компонент воспитания патриотизма среди студенческой молодёжи. Ежегодно согласно плану работы музея истории студенты-первокурсники всех факультетов, института языка и литературы посещают экспозиции музея и знакомятся с достижениями кафедр, факультетов, вуза, что способствует повышению имиджа нашего университета и укрепляет традиции. В музее с участием наших студентов проводятся литературно-художественные композиции, посвящённые академику Манашу Козыбаеву. К Дню Независимости РК, Дню Первого Президента РК, Дню Конституции РК и другим знаменательным датам в залах музея проводится презентация этапов развития казахстанской государственности и суверенитета, демонстрируются фильмы о роли Президента РК Н. Назарбаева в становлении и развитии независимости страны.

## Военная кафедра
Штат военной кафедры укомплектован высокообразованными кадровыми офицерами и офицерами запаса, имеющими богатый опыт военной службы и учебно-воспитательной работы, четыре офицера имеют воинское звание — полковник, три преподавателя имеют степень магистра педагогических наук.
За 19 лет существования кафедра подготовила и выпустила более 2500 лейтенантов и сержантов запаса. Выпускники военной кафедры успешно проходят службу на различных должностях в Вооружённых Силах, Министерстве Внутренних Дел, пограничных войсках КНБ и других воинских формированиях РК.
Военная кафедра расположена в отдельном учебном здании. В учебном корпусе оборудованы специализированные классы для проведения занятий по всем дисциплинам военной подготовки. В процессе обучения активно используются мультимедийные проекторы, интерактивные доски, электрифицированные макеты местности и тренажёр БМП.
Имеется электронный лазерный тир «Рубин» с мишенной обстановкой, обеспечивающий отработку нормативов по огневой подготовке. В классах технической подготовки размещены боевые машины пехоты БМП-2. Имеется строевой плац, комната для хранения оружия, складские помещения для военно-технического имущества.
На военной кафедре есть актовый зал на 154 посадочных места, оборудованный мультимедийным проектором для проведения воспитательной, военно-патриотической и оборонно-массовой работы со студентами.
Библиотечный фонд военной кафедры составляет 2520 экземпляров.
Основное внимание уделяется проведению полевых и практических занятий, привитию студентам необходимых практических и командных навыков.
В 2015 году команда военной кафедры заняла второе общекомандное место в I-м Республиканском военно-патриотическом сборе молодёжи «Айбын» среди 25-ти военных кафедр РК по военно-прикладным видам спорта.
Военной кафедрой постоянно ведётся воспитательная и военно-патриотическая работа. Она направлена на формирование у студентов высоких моральных, профессионально-боевых и психологических качеств, организованности и дисциплинированности, необходимых для выполнения конституционного долга по защите Родины.
Профессорско-преподавательский состав военной кафедры по своим профессиональным и морально-деловым качествам в состоянии выполнить возложенные на неё обязанности, проводить учебную и воспитательную работу и выполнять программу военной подготовки в соответствии требованиями руководящих документов в полном объёме.

## Преподававшие в университете
- Валиев Хусаин Хасенович
- Зданович Геннадий Борисович
- Малыгин Альберт Михайлович
- Мутанов Галимкаир Мутанович
- Тетюхин Евгений Петрович